# Géza II d'Ungheria
Géza II (in ungherese II. Géza; in croato Gejza II; in slovacco Gejza II; Tolna, 1130 – Albareale, 31 maggio 1162) fu re d'Ungheria dal 1141 al 1162.
Primogenito di Béla II il Cieco e di sua moglie, Elena di Rascia, quando suo padre morì, Géza era ancora un bambino e iniziò a governare sotto la tutela di sua madre e del fratello di lei, Beloš. Un pretendente al trono, Boris Colomanno, che aveva già rivendicato l'Ungheria durante il regno di Béla il Cieco, si insediò temporaneamente a Presburgo (l'odierna Bratislava, in Slovacchia) con l'assistenza di mercenari tedeschi all'inizio del 1146. Per rappresaglia, Géza, che divenne maggiorenne nello stesso anno, invase l'Austria e sbaragliò le truppe di Enrico II di Babenberg, margravio locale, nella battaglia del Fischa.
Sebbene le relazioni tedesco-ungheresi rimanessero tese, non si verificarono grandi scontri quando nel giugno 1147 i tedeschi, impegnati nella seconda crociata, marciarono attraverso il Regno d'Ungheria. Due mesi dopo arrivarono Luigi VII di Francia e i suoi seguaci insieme a Boris Colomanno, il quale tentò di approfittare della crociata per tornare in territorio magiaro. Luigi VII rifiutò di estradare Boris e consegnarlo a Géza, impedendo al contempo al pretendente di entrare in contatto con i suoi sostenitori in Ungheria e portandolo a Costantinopoli. Géza si unì alla coalizione formata da Luigi VII e Ruggero II di Sicilia contro Corrado III di Germania e l'imperatore bizantino Manuele I Comneno. Gli antenati dei sassoni di Transilvania giunsero sul suolo magiaro durante il regno di Géza. Anche i cavalieri dell'Europa occidentale e i guerrieri musulmani delle steppe del Ponto si stabilirono in Ungheria in questo periodo. Géza concesse ai suoi soldati musulmani di prendere delle concubine, un provvedimento senza precedenti.
Il sovrano intervenne almeno sei volte nei combattimenti per Kiev per conto di Izjaslav II inviando rinforzi o guidando personalmente le sue truppe nella Rus' tra il 1148 e il 1155. Egli intraprese inoltre delle guerre contro l'impero bizantino per conto dei suoi alleati, inclusi i suoi cugini, i governanti del Gran Principato di Serbia, ma non poté impedire ai romei di prevalere nelle lotte che affliggevano lo Stato a lui confinante. Al contempo emersero dei conflitti tra Géza e i suoi fratelli, Stefano e Ladislao, i quali abbandonarono l'Ungheria e si stabilirono alla corte dell'imperatore Manuele a Costantinopoli. Géza appoggiò Federico Barbarossa contro la Lega Lombarda mettendo a disposizione dei soldati di supporto tra il 1158 e il 1160. Dopo che i cardinali che sostenevano Federico Barbarossa elessero come antipapa Vittore IV, Géza riconobbe la sua legittimità nel 1160, cambiando però partito nel giro di un anno e concludendo un concordato con l'avversario di Vittore IV, il pontefice Alessandro III. Prima della sua morte, Géza istituì un ducato separato sotto forma di appannaggio per uno dei propri figli, Béla.

## Biografia

### Primi anni
Géza era il primogenito di Béla II il Cieco, cugino del re Stefano II d'Ungheria, ed Elena di Rascia, e nacque nel 1130. Il padre di Géza era stato accecato assieme al padre ribelle, Álmos, nel 1110 per ordine del padre di Stefano II, Colomanno d'Ungheria, il quale voleva assicurarsi la successione di Stefano. Quando Géza nacque, i suoi genitori si trovavano in un possedimento che re Stefano aveva concesso a Béla situato a Tolna. Il padre di Géza succedette a re Stefano nella primavera del 1131; secondo la Chronica Picta, nello stesso anno, la regina Elena portò Géza e suo fratello minore, Ladislao, a un'assemblea tenutasi ad Arad, dove la donna ordinò il massacro di sessantotto nobili «che avevano consigliato di accecare il re».

### Regno

#### Durante la minore età (1141-1146)

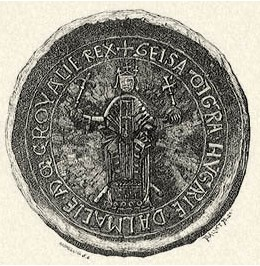
Sigillo reale di Géza

Re Béla morì il 13 febbraio 1141 e Géza gli succedette senza che vi fosse alcun altro pretendente; l'undicenne Géza fu incoronato in data 16 febbraio. Durante la parentesi di reggenza, sua madre e il fratello di quest'ultima, Beloš, governarono il regno nei primi anni del suo mandato.
Uno dei primi documenti di Géza, emesso nel 1141, confermava i privilegi degli abitanti di Spalato, in Dalmazia. Nell'atto, Géza si definisce «per grazia di Dio, re di Ungheria, Dalmazia, Croazia e Rama». Secondo allo storico Paul Stephenson, le città della Dalmazia centrale, tra cui Sebenico e Traù, accettarono la sovranità di Géza dopo un'invasione ungherese intorno al 1142. Le truppe magiare assistettero il principe Vladimirko di Galizia, il quale aveva aiutato il padre di Géza contro il pretendente Boris, quando il Gran principe Vsevolod II di Kiev invase la Galizia nel 1144. Sebbene le truppe di sostegno ungheresi «non giocarono alcun ruolo», secondo il Codice Ipaziano il Gran principe non fu in grado di occupare il principato di Vladimirko.
Boris era il figlio di Eufemia di Kiev, seconda moglie del re Colomanno d'Ungheria, espulsa dal sovrano dopo essere stata accusata di adulterio prima della nascita del bambino. Secondo il cronista e vescovo Ottone di Frisinga, Boris strinse contatti con Corrado III di Germania per chiedere il suo ausilio contro Géza alla fine del 1145. Su raccomandazione di Vladislao II di Boemia e di sua moglie Gertrude, il monarca teutonico autorizzò Boris ad assoldare mercenari in Baviera e in Austria. Boris prese d'assalto l'Ungheria e si diresse verso la fortezza di Presburgo (l'odierna Bratislava, in Slovacchia). I soldati della corona imposero presto un blocco alla fortezza e convinsero i mercenari di Boris ad arrendersi senza opporre resistenza in cambio di denaro.
I magiari ritennero Corrado III responsabile dell'attacco di Boris e decisero di invadere il Sacro Romano Impero. Prima di attraversare il fiume Leita, che segnava confine occidentale dell'Ungheria con l'Austria, il sedicenne Géza fu investito con una spada poggiata sulle spalle come segno del raggiungimento della maggiore età. Con la battaglia del Fischa dell'11 settembre, l'esercito ungherese al comando di Géza e Beloš mise in fuga le truppe tedesche guidate da Enrico II di Babenberg, margravio d'Austria.

#### Marcia dei crociati attraverso l'Ungheria (1146-1147)

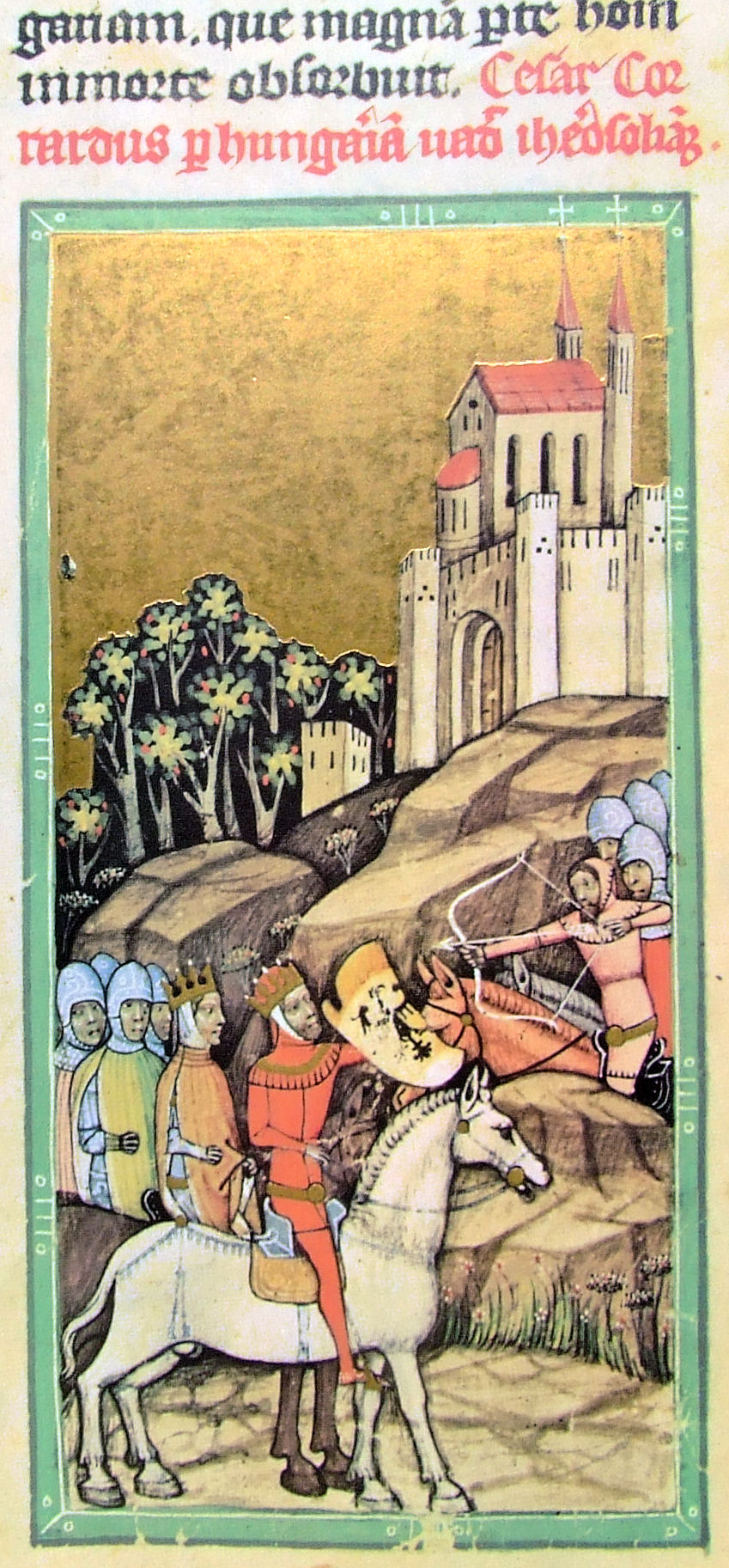
Corrado III di Germania e i crociati tedeschi arrivano in Ungheria. Miniatura tratta dalla Chronica Picta

Géza sposò Eufrosina, sorella del Gran principe Izjaslav II di Kiev, nella seconda metà del 1146. Le relazioni tedesco-ungheresi rimasero tese nei tempi a venire, specie quando Boris tentò di approfittare della decisione di Corrado III di condurre una crociata verso la Terra santa marciando attraverso l'Ungheria. Tuttavia, secondo il cronista Oddone di Deuil, Géza, il quale sapeva che «poteva conseguire più facilmente i suoi obiettivi ricorrendo all'oro piuttosto che con la forza, concesse molto denaro ai tedeschi ed evitò così di venire attaccato». I crociati tedeschi marciarono attraverso l'Ungheria senza gravi incidenti nel giugno 1147.
La Chronica Picta racconta che alcuni nobili ungheresi promisero a Boris che, «se gli fosse stato possibile accedere nel territorio del regno, molti lo avrebbero eletto proprio signore e, abbandonando il re, si sarebbero uniti a lui». Boris convinse due nobili francesi ad assisterlo nascondendolo tra i crociati cisalpini che seguirono i tedeschi verso la Terra Santa. Re Luigi VII di Francia e i suoi uomini arrivarono in Ungheria in agosto; quando Géza apprese che il suo avversario si trovava con i francesi, chiese che venisse fatto prigioniero e portato alla sua corte. Benché Luigi VII respinse questa richiesta, egli sorvegliò a vista Boris e, come riferisce Oddone di Deuil, «lo accompagnò fuori dall'Ungheria». Dopo aver lasciato l'Ungheria, Boris decise di trasferirsi a sud, nell'impero bizantino.

#### L'attiva politica estera (1147-1155)
Nello scacchiere geopolitico europeo della fine del 1140, si formarono due grosse coalizioni composte da varie potenze. Una delle alleanze che si profilò vedeva come membri l'imperatore bizantino Manuele I Comneno e Corrado III in contrapposizione a Ruggero II di Sicilia, il quale aveva invaso i territori romei. Géza si schierò al fianco di Ruggero II e dei suoi alleati, incluso il principe tedesco ribelle, Guelfo I di Toscana e Uroš II di Serbia. Géza spedì dei rinforzi a suo cognato, il Gran principe Iziaslav II, contro il suo avversario Vladimir di Černigov nella primavera del 1148. In siffatto scenario, il Gran Principato di Serbia si ribellò nel 1149, costringendo l'imperatore Manuele I a interrompere i suoi preparativi volti a invadere l'Italia meridionale per concentrarsi sulla Serbia nel 1149. Secondo l'imperatore panegirista Teodoro Prodromo, le forze ungheresi appoggiarono i serbi durante la campagna portata avanti da Costantinopoli. Il Codice Ipaziano riferisce che Géza si scusò con Iziaslav II per non avergli inviato dei rinforzi poiché era impegnato contro l'imperatore Manuele; il sovrano ruteno era a sua volta impegnato in una lotta con Jurij Dolgorukij, principe di Suzdal, che si insediò a Kiev nell'agosto 1149. Gli uomini di supporto ungheresi giunti in seguito fornirono l'aiuto necessario a Iziaslav II per rioccupare Kiev all'inizio della primavera del 1150, ma nel giro di poco tempo Jurij Dolgorukij espulse Iziaslav dalla città e se ne riappropriò. In autunno, Géza guidò il suo esercito contro Volodimirko di Galizia, uno stretto alleato di Jurij Dolgorukij. Tale intervento permise di espugnare Sanok, ma Volodimirko corruppe i comandanti ungheresi e li spinse a persuadere Géza a lasciare la Galizia prima di novembre.
Nello stesso anno, secondo il contemporaneo Giovanni Cinnamo, un «numerosissimo gruppo di alleati composto dalla cavalleria ungherese e dai Calizi eterodossi [forse rifugiati in cerca di rifugio dopo il crollo della Rus' di Kiev]» giunse in soccorso dei serbi, ma l'esercito bizantino sbaragliò gli avversari nei pressi del fiume Tara a settembre. La vittoria bizantina costrinse Uroš II di Serbia a riconoscere la sovranità dell'imperatore straniero; poco dopo, per vendetta, Manuele lanciò una campagna ai danni dell'Ungheria e devastò le terre tra i fiumi Sava e Danubio. Affiancato dalle truppe bizantine, anche il pretendente Boris valicò i confini magiari e devastò la valle del fiume Timiș. Géza, che aveva nel frattempo appena fatto ritorno dalla spedizione in Galizia, non voleva «coinvolgere i sopravvissuti in una nuova battaglia» e chiese la pace. Poiché anche la controparte si trovava d'accordo, alla fine si scelse di firmare un'intesa negli ultimi mesi del 1150 o all'inizio del 1151.

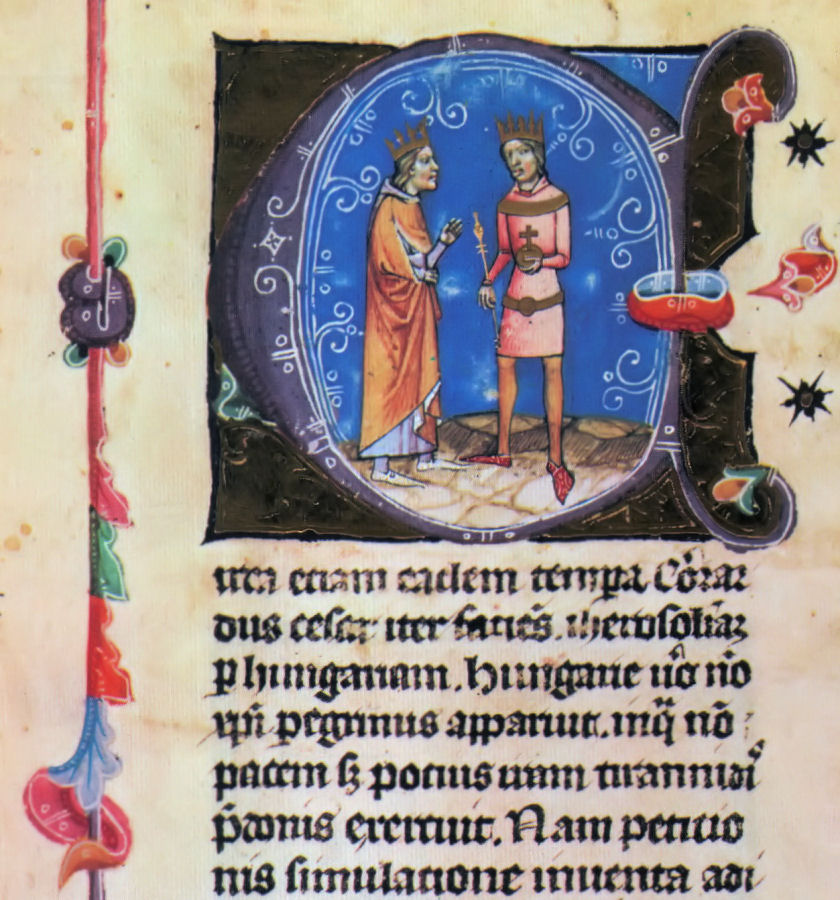
Géza incontra il re Luigi VII di Francia durante la seconda crociata. Miniatura tratta dalla Chronica Picta

Géza incontrò Enrico II di Babenberg e si impegnò a normalizzare le relazioni bilaterali fino ad allora tese nel 1151. Inoltre, inviò rinforzi a Iziaslav II non appena gli fu possibile, con il risultato che il ruteno rioccupò nuovamente Kiev prima dell'aprile 1151. Tre mesi dopo, Volodimirko di Galizia mise in rotta gli uomini ungheresi che stavano marciando verso l'odierna capitale ucraina. Federico Barbarossa, non appena nominato re di Germania, chiese il consenso dei principi teutonici per muovere guerra contro l'Ungheria alla dieta tenutasi nel giugno 1152, ma secondo Ottone di Frisinga i principi rifiutarono «per alcuni oscuri motivi». Géza penetrò nuovamente in Galizia nell'estate del 1152 e, questa volta, gli eserciti congiunti di Géza e Iziaslav sconfissero le truppe di Volodimirko al fiume San, costringendolo a chiedere la stipula di un trattato di pace a lui sfavorevole. Papa Eugenio III inviò i suoi emissari in Ungheria per rafforzare la «fede e disciplina» della chiesa magiara, ma il sovrano proibì loro di accedere al regno, evento che dimostra come i rapporti con la Santa Sede apparissero ormai logori.
Géza progettò di invadere il Paristion, la provincia bizantina lungo il Basso Danubio, nella primavera del 1153. Secondo Giovanni Cinnamo, egli desiderava vendetta per l'invasione di Manuele del 1150; è possibile che la minaccia rappresentata da Géza impedì all'imperatore Manuele di portare avanti i suoi preparativi volti a invadere l'Italia meridionale. Una volta informato dei piani di Géza, l'imperatore marciò in fretta verso il Danubio; il magiaro inviò i suoi emissari presso l'imperatore e un nuovo trattato di pace fu firmato a Sardica (oggi Sofia, in Bulgaria). Ai sensi dell'intesa appena sottoscritta, come attesta Abū Hāmid al-Gharnātī, un viaggiatore musulmano di Granada che visse in Ungheria tra il 1150 e il 1153, i bizantini liberarono i prigionieri di guerra nemici.
Abū Hāmid afferma nei suoi scritti che ogni paese temeva l'attacco di Géza, «a causa dei numerosi combattenti a sua disposizione e del suo grande coraggio». Il viaggiatore musulmano attesta che Géza impiegava dei soldati musulmani (Böszörmény) che erano stati reclutati tra i popoli delle steppe eurasiatiche. Abū Hāmid esortava persino i soldati a «compiere ogni sforzo per avvicinarsi alla jihad» con Géza, «perché così Allah [avrebbe] messo in conto il merito della guerra santa». Géza consentì ai suoi sudditi musulmani di possedere delle concubine, un provvedimento questo che suscitò dei malumori tra le file del clero ungherese. Al fine di ampliare le sue armate, invitò anche altri cavalieri dell'Europa occidentale (principalmente tedeschi) a stabilirsi in Ungheria. A titolo di esempio, concesse una terra a due cavalieri, tali Goffredo e Alberto, che avevano «abbandonato la loro patria» su suo invito negli anni 1150. Alcuni anni prima, un certo Hezelo di Merkstein vendette il suo patrimonio nella regione di Aquisgrana prima di partire in Ungheria, non facendo più ritorno in patria. Ai sensi del Diploma Andreanum del 1224, il quale enunciava i privilegi dei sassoni di Transilvania, i loro antenati furono invitati da Géza a stabilirsi nella Transilvania meridionale.
Papa Anastasio IV dichiarò illegittimo il governo di Geza in Dalmazia nell'ottobre 1154. Il cugino dell'imperatore Manuele, Andronico I Comneno, posto a capo dell'amministrazione di Belgrado, Braničevo e Niš inviarono una lettera a Géza nel 1154, offrendo di consegnare quelle città a Géza se questi avesse prestato sostegno contro l'imperatore. Géza inviò i suoi emissari in Sicilia per firmare una nuova alleanza con Guglielmo I di Sicilia verso la fine dell'anno, ma il re locale era concentrato su altre vicende, ossia una ribellione esplosa durante il suo mandato. Sebbene il complotto di Andronico Comneno fosse stato scoperto ed egli stesso fosse stato catturato, Géza invase l'impero bizantino e cinse d'assedio Braničevo alla fine del 1154. Dopo aver appreso dell'imprigionamento di Andronico Comneno, Géza abbandonò l'assedio e tornò in patria; sulla strada del ritorno, un generale bizantino di nome Basilio Sintiluce cercò di cogliere di sorpresa i magiari, ma Géza sopravvisse all'imboscata e tornò senza problemi a nord. All'inizio del 1155, gli ambasciatori romei e ungheresi firmarono un nuovo trattato di pace. Nello stesso anno, un esercito bizantino espulse dalla Serbia l'alleato di Géza, Desa, e restaurò Uroš II, il quale aveva promesso che non avrebbe stretto un'alleanza con l'Ungheria.

#### Ultimi anni (1155-1162)

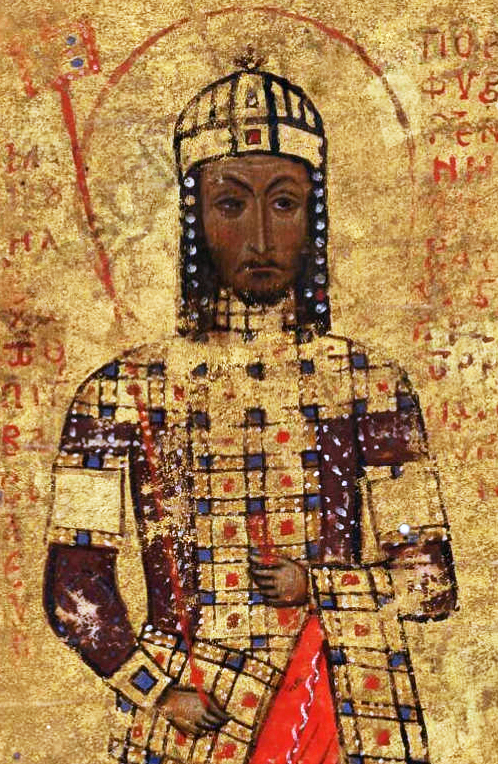
L'imperatore bizantino Manuele I Comneno, un potente nemico di Géza all'inizio degli anni 1150

Federico Barbarossa, imperatore del Sacro Romano Impero, ricevette gli ambasciatori di Manuele I a Norimberga nel luglio 1156. La delegazione di Costantinopoli propose di invadere in maniera congiunta l'Ungheria, ma la controparte rifiutò la loro offerta. Nel settembre del 1156, con l'emissione del Privilegium minus, Federico Barbarossa sancì che i duchi d'Austria avrebbero dovuto sostenere gli imperatori del Sacro Romano Impero in un'eventuale guerra contro l'Ungheria, segnalazione che dimostra come il rapporto tra Albareale e il Sacro Romano Impero fosse ancora teso. Lo stretto consigliere di Federico Barbarossa, Daniele, vescovo di Praga, si recò in visita in Ungheria nell'estate del 1157. In quell'occasione, Géza promise che avrebbe sostenuto il sacro romano imperatore con delle truppe di supporto se quest'ultimo avesse invaso l'Italia.
Secondo il quasi coevo cronista di Frisinga Rahewin, per scongiurare il rischio di una guerra civile Géza ordinò dapprima di reprimere i sostenitori di Stefano, e poi espulse il fratello ribelle dal regno emettendo nei suoi confronti perfino una condanna a morte. Niceta Coniata testimonia a tal proposito che Stefano fu «costretto a fuggire dalle grinfie assassine» del consanguineo. Lo zio di Géza, Beloš, non compare più nei documenti reali emessi dopo il marzo 1157, ragion per cui è verosimile supporre che lasciò l'Ungheria dopo quella data. Durante l'estate di quell'anno, Stefano cercò rifugio nel Sacro Romano Impero, invocando la protezione dell'imperatore Federico e biasimando il comportando del fratello al suo cospetto. Su richiesta dell'imperatore, Géza accettò Barbarossa come arbitro nel suo conflitto con Stefano e mandò i suoi inviati a Ratisbona nel gennaio 1158. Tuttavia, l'imperatore «decise di rinviare a un momento più opportuno l'accordo», in quanto di lì a poco partì per la sua campagna contro la Lega Lombarda. In conformità con la sua precedente promessa, Géza inviò 500 o 600 arcieri a sostegno dell'imperatore in Italia. Nel giro di poco tempo, il fratello di Géza, Stefano, si trasferì nell'impero bizantino e si stabilì a Costantinopoli, dove sposò la nipote dell'imperatore Manuele Maria Comnena. Entro i due anni seguenti fu raggiunto da suo fratello, Ladislao, il quale salutò anch'egli l'Ungheria intorno al 1160.
Federico Barbarossa costrinse le città italiane alla resa nel settembre 1158. Tuttavia, Milano e Crema insorsero nuovamente apertamente contro il governo dell'imperatore dopo che la dieta di Roncaglia ordinò il ripristino dei diritti imperiali, compreso il diritto dell'imperatore di riscuotere tasse nelle città dell'Italia settentrionale. Géza ordinò ai suoi messaggeri di recarsi all'accampamento del Barbarossa e promise di inviare ulteriori rinforzi contro le città ribelli.
La morte di papa Adriano IV, avvenuta il 1º settembre 1159, provocò uno scisma, in quanto il collegio cardinalizio si trovò di fronte a un partito di maggioranza che era contrario alla politica del Barbarossa e una minoranza che, invece, lo appoggiava. Il primo gruppo elesse dopo il conclave Alessandro III come papa, mentre i sostenitori del Barbarossa nominarono invece un antipapa, Vittore IV. L'imperatore Federico indisse un sinodo a Pavia per porre fine allo scisma e Géza, per mezzo dei suoi ambasciatori, prese parte al consiglio ecclesiastico durante il quale, nel febbraio del 1160. Vittore IV fu dichiarato papa legittimo. Tuttavia, Luca, arcivescovo di Strigonio, rimase fedele ad Alessandro III e persuase Géza ad avviare dei negoziati con i rappresentanti di Alessandro III. La corona di Santo Stefano decise di cambiare partito soltanto dopo che la maggior parte dei monarchi europei, inclusi i re di Sicilia, Inghilterra e Francia, parteggiarono per Alessandro III. Benché gli emissari del magiaro annunciarono la sua decisione ad Alessandro III all'inizio del 1161, Géza informò l'imperatore solo del suo riconoscimento del papa legittimo solo nell'autunno dello stesso anno.
I delegati per conto di Albareale e quelli al servizio di Alessandro III firmarono un concordato nell'estate del 1161. Ai sensi dell'intesa, Géza promise che non avrebbe deposto o trasferito prelati senza il consenso della Santa Sede, mentre il papa riconosceva che nessun legato pontificio poteva essere inviato in Ungheria senza il permesso del monarca e che i prelati magiari potevano appellarsi alla Santa Sede solo con il consenso della corona. Grosso modo nello stesso periodo, stipulò anche una tregua dalla durata di un lustro con l'impero bizantino. Poco prima della sua morte, Géza concesse la Dalmazia, la Croazia e altri territori al figlio minore, Béla, a titolo di appannaggio. Géza morì il 31 maggio 1162 all'età di trentuno o trentadue anni e fu sepolto ad Albareale.

## Ascendenza
|                    |                 |                       | Genitori            |  |  | Nonni |  |  | Bisnonni          |  |  | Trisnonni         |  |
|                    |                 |                       |                     |  |  |       |  |  | Géza I d'Ungheria |  |  | Béla I d'Ungheria |  |
|                    |                 |                       |                     |  |  |       |  |  | Géza I d'Ungheria |  |  | Béla I d'Ungheria |  |
|                    |                 | Richeza di Polonia    |                     |  |  |       |  |  | Géza I d'Ungheria |  |  |                   |  |
| Álmos d'Ungheria   |                 |                       |                     |  |  |       |  |  | Géza I d'Ungheria |  |  |                   |  |
|                    |                 | Sofia di Loon         | Emmo di Loon        |  |  |       |  |  |                   |  |  |                   |  |
|                    |                 | Sofia di Loon         | Emmo di Loon        |  |  |       |  |  |                   |  |  |                   |  |
|                    |                 | Sofia di Loon         | Suanilde d'Olanda   |  |  |       |  |  |                   |  |  |                   |  |
| Béla II d'Ungheria |                 | Sofia di Loon         |                     |  |  |       |  |  |                   |  |  |                   |  |
|                    |                 | Svjatopolk II di Kiev | Izjaslav I di Kiev  |  |  |       |  |  |                   |  |  |                   |  |
|                    |                 | Svjatopolk II di Kiev | Izjaslav I di Kiev  |  |  |       |  |  |                   |  |  |                   |  |
|                    |                 | Svjatopolk II di Kiev | Gertrude di Polonia |  |  |       |  |  |                   |  |  |                   |  |
| Predslava di Kiev  |                 | Svjatopolk II di Kiev |                     |  |  |       |  |  |                   |  |  |                   |  |
|                    |                 | ?                     | …                   |  |  |       |  |  |                   |  |  |                   |  |
|                    |                 | ?                     | …                   |  |  |       |  |  |                   |  |  |                   |  |
|                    |                 | ?                     | …                   |  |  |       |  |  |                   |  |  |                   |  |
| Géza II d'Ungheria |                 | ?                     |                     |  |  |       |  |  |                   |  |  |                   |  |
|                    | Marko di Rascia | Petrislav di Rascia   |                     |  |  |       |  |  |                   |  |  |                   |  |
|                    | Marko di Rascia | Petrislav di Rascia   |                     |  |  |       |  |  |                   |  |  |                   |  |
|                    | Marko di Rascia | …                     |                     |  |  |       |  |  |                   |  |  |                   |  |
| Uroš I di Rascia   | Marko di Rascia |                       |                     |  |  |       |  |  |                   |  |  |                   |  |
|                    |                 |                       | …                   |  |  |       |  |  |                   |  |  |                   |  |
|                    |                 |                       |                     |  |  |       |  |  |                   |  |  |                   |  |
|                    |                 | …                     |                     |  |  |       |  |  |                   |  |  |                   |  |
| Elena di Rascia    |                 |                       |                     |  |  |       |  |  |                   |  |  |                   |  |
|                    |                 | Costantino Diogene    | Romano IV Diogene   |  |  |       |  |  |                   |  |  |                   |  |
|                    |                 | Costantino Diogene    | Romano IV Diogene   |  |  |       |  |  |                   |  |  |                   |  |
|                    |                 | Costantino Diogene    | Anna di Bulgaria    |  |  |       |  |  |                   |  |  |                   |  |
| Anna Diogenissa    |                 | Costantino Diogene    |                     |  |  |       |  |  |                   |  |  |                   |  |
|                    |                 | Teodora Comnena       | Giovanni Comneno    |  |  |       |  |  |                   |  |  |                   |  |
|                    |                 | Teodora Comnena       | Giovanni Comneno    |  |  |       |  |  |                   |  |  |                   |  |
|                    |                 | Teodora Comnena       | Anna Dalassena      |  |  |       |  |  |                   |  |  |                   |  |
|                    |                 | Teodora Comnena       |                     |  |  |       |  |  |                   |  |  |                   |  |

## Discendenza
La moglie di Géza, Eufrosina di Kiev, era una figlia del Gran principe Mstislav I di Kiev. La donna visse molti più anni rispetto a Géza, morendo intorno al 1193 dopo aver abbracciato la carriera monastica. Il loro primo figlio, Stefano, nacque nell'estate del 1147 e succedette a Géza nel 1162. Suo fratello minore, Béla, nacque intorno al 1148 ed ereditò l'Ungheria dopo la morte di Stefano nel 1172. Il terzo discendente e omonimo di Géza, Géza, nacque nel 1150 o 1151. Il figlio più giovane di Géza ed Eufrosina, Árpád, non sopravvisse all'infanzia. La figlia maggiore di Géza ed Eufrosina, Elisabetta, fu concessa in sposa a Federico di Boemia, il quale era l'erede a Vladislao II di Boemia, nel 1157. La seconda figlia, Odola, sposò il figlio minore di Ladislao II di Boemia, Sviatopluk, nel 1164. La terza figlia di Géza ed Eufrosina, Elena, divenne la moglie di Leopoldo V di Babenberg nel 1174. Infine, di un'ultima discendente di nome Margherita non si conosce nessuna informazione.

### Fonti primarie
- Tommaso Arcidiacono, Archdeacon Thomas of Split: History of the Bishops of Salona and Split, a cura di Olga Perić, traduzione di Damir Karbić, Mirjana Matijević Sokol e James Ross Sweeney, CEU Press, 2006, ISBN 963-7326-59-6.
- Niceta Coniata, O City of Byzantium, Annals of Niketas Choniatēs, traduzione di Harry J. Magoulias, Wayne State University Press, 1984, ISBN 978-0-8143-1764-8.
- Oddone di Deuil, De Profectione Ludovici VII in Orientem: La spedizione di Luigi VII in Oriente (PDF), a cura di Eugenio Borgio.
- Giovanni Cinnamo, Deeds of John and Manuel Comnenus by John Kinnamos, traduzione di Charles M. Brand, Columbia University Press, 1976, ISBN 0-231-04080-6.
- Ottone di Frisinga, Gesta Friderici Imperatoris, traduzione di Charles Christopher Mierow, Columbia University Press, 2004, ISBN 0-231-13419-3.
- Abu Hamid al-Gharnati, The Travels of Abū Hāmid al-Andalusī al-Gharnātī, 1130–1155, in Ibn Fadlān and the Land of Darnkess: Arab Travellers in the Far North, traduzione di Paul Lunde e Caroline Stone, Penguin Books, 2012, ISBN 978-0-140-45507-6.
- (EN) Dezső Dercsényi, Leslie S. Domonkos (a cura di), Chronica Picta, Corvina, Taplinger Publishing, 1970, ISBN 0-8008-4015-1.

### Fonti secondarie
- (EN) Július Bartl, Dušan Škvarna, Viliam Čičaj e Mária Kohútova, Slovak History: Chronology & Lexicon, Wauconda, Bolchazy-Carducci Publishers, 2002, ISBN 978-08-65-16444-4.
- (EN) Martin Dimnik, The Dynasty of Chernigov, 1054-1146, Pontifical Institute of Mediaeval Studies, 1994, ISBN 0-88844-116-9.
- (EN) Martin Dimnik, The Dynasty of Chernigov, 1146-1246, Cambridge University Press, 2003, ISBN 978-0-521-03981-9.
- (EN) Pál Engel, The Realm of St Stephen: A History of Medieval Hungary, 895-1526, I.B. Tauris Publishers, 2001, ISBN 1-86064-061-3.
- (HU) Géza Érszegi e László Solymosi, Az Árpádok királysága, 1000-1301 [La Monarchia degli Arpadi, 1000-1301], in László Solymosi, Magyarország történeti kronológiája, I: a kezdetektől 1526-ig [Cronologia Storica dell'Ungheria, Volume I: Dalle Origini al 1526], Akadémiai Kiadó, 1981,  pp. 79-187, ISBN 963-05-2661-1.
- (EN) John Van Antwerp Jr. Fine, The Early Medieval Balkans: A Critical Survey from the Sixth to the Late Twelfth Century, Ann Arbor, University of Michigan Press, 1991, ISBN 0-472-08149-7.
- Paolo Grillo, Le guerre del Barbarossa: I comuni contro l'imperatore, Gius.Laterza & Figli Spa, 2018, ISBN 978-88-58-13504-4.
- (HU) Gyula Kristó e Ferenc Makk, Az Árpád-ház uralkodói [Sovrani della casata degli Arpadi], I.P.C. Könyvek, 1996, ISBN 963-7930-97-3.
- (EN) Ferenc Makk, The Árpáds and the Comneni: Political Relations between Hungary and Byzantium in the 12th century, traduzione di György Novák, Akadémiai Kiadó, 1989, ISBN 963-05-5268-X.
- (HU) Ferenc Makk, II. Géza, in Gyula Kristó, Pál Engel e Ferenc Makk, Korai magyar történeti lexikon (9-14. század) [Enciclopedia dell'Antica Storia Ungherese (IX-XIV secolo)], Akadémiai Kiadó, 1994,  p. 236, ISBN 963-05-6722-9.
- Adriano Papo e Gizella Nemeth Papo, Storia e cultura dell'Ungheria: dalla preistoria del bacino carpatodanubiano all'Ungheria dei giorni nostri, Rubbettino, 2000, ISBN 978-88-72-84988-0.
- (EN) Tudor Sălăgean, Romanian Society in the Early Middle Ages (9th-14th Centuries AD), in History of Romania: Compendium, Romanian Cultural Institute (Center for Transylvanian Studies), 2005,  pp. 133-207, ISBN 978-973-7784-12-4.
- (EN) Paul Stephenson, Byzantium's Balkan Frontier: A Political Study of the Northern Balkans, 900-1204, Cambridge University Press, 2000, ISBN 978-0-521-02756-4.